# Lijst van zoogdieren in Australië
Dit is een lijst van zoogdieren die voorkomen in Australië. Afwijkingen van de voornaamste bron, de derde editie van Mammal Species of the World uit 2005, zijn door middel van voetnoten aangegeven.
De externe territoria van Australië (Christmaseiland, de Cocoseilanden, de Ashmore- en Cartiereilanden, de Koraalzee-eilanden, Heard en MacDonaldeilanden en Norfolk) zijn niet in de lijst opgenomen.

## OrdeCloacadieren(Monotremata)

### FamilieVogelbekdieren(Ornithorhynchidae)
- Vogelbekdier (Ornithorhynchus anatinus)

### FamilieMierenegels(Tachyglossidae)
- Mierenegel (Tachyglossus aculeatus)

## OrdeBuidelmollen(Notoryctemorphia)

### FamilieBuidelmollen(Notoryctidae)
- Kleine buidelmol (Notoryctes caurinus)
- Gewone buidelmol (Notoryctes typhlops)

## OrdeRoofbuideldieren(Dasyuromorphia)

### FamilieEchte roofbuideldieren(Dasyuridae)
- Australische buidelspringmuis (Antechinomys laniger)
- Antechinus adustus
- Antechinus agilis
- Antechinus bellus
- Geelvoetbuidelmuis (Antechinus flavipes)
- Antechinus godmani
- Antechinus leo
- Antechinus minimus
- Stuarts breedvoetbuidelmuis (Antechinus stuartii)
- Antechinus subtropicus
- Antechinus swainsonii
- Dasycercus blythi[1]
- Kamstaartbuidelmuis (Dasycercus cristicauda)
- Dasykaluta rosamondae
- Kamstaartbuidelrat (Dasyuroides byrnei)
- Zwartstaartbuidelmarter (Dasyurus geoffroii)
- Dwergbuidelmarter (Dasyurus hallucatus)
- Grote buidelmarter (Dasyurus maculatus)
- Gevlekte buidelmarter (Dasyurus viverrinus)
- Wongai-ningaui (Ningaui ridei)
- Ningaui timealeyi
- Ningaui yvonnae
- Gespikkelde buidelmuis (Parantechinus apicalis)
- Kleine penseelstaartbuidelmuis (Phascogale calura)
- Tafa (Phascogale tapoatafa)
- Planigale gilesi
- Platkopbuidelmuis (Planigale ingrami)
- Planigale maculata
- Planigale tenuirostris
- Pseudantechinus bilarni
- Vetstaartbuidelmuis (Pseudantechinus macdonnellensis)
- Pseudantechinus mimulus
- Pseudantechinus ningbing
- Pseudantechinus roryi
- Pseudantechinus woolleyae
- Tasmaanse duivel (Sarcophilus harrisii)
- Sminthopsis aitkeni
- Sminthopsis archeri
- Sminthopsis bindi
- Sminthopsis boullangerensis
- Sminthopsis butleri
- Dikstaartsmalvoetbuidelmuis (Sminthopsis crassicaudata)
- Sminthopsis dolichura
- Sminthopsis douglasi
- Sminthopsis fuliginosus
- Sminthopsis gilberti
- Sminthopsis granulipes
- Sminthopsis griseoventer
- Sminthopsis hirtipes
- Sminthopsis leucopus
- Sminthopsis longicaudata
- Sminthopsis macroura
- Gewone smalvoetbuidelmuis (Sminthopsis murina)
- Sminthopsis ooldea
- Sminthopsis psammophila
- Sminthopsis virginiae
- Sminthopsis youngsoni

### FamilieBuidelmiereneter(Myrmecobiidae)
- Buidelmiereneter (Myrmecobius fasciatus)

### FamilieBuidelwolven(Thylacinidae)
- Buidelwolf (Thylacinus cynocephalus)(uitgestorven in 1936)

## OrdeBuideldassen(Peramelidae)

### FamilieEchte buideldassen(Peramelidae)
- Echymipera rufescens
- Gouden kortneusbuideldas (Isoodon auratus)
- Grote kortneusbuideldas (Isoodon macrourus)
- Gewone kortneusbuideldas (Isoodon obesulus)
- Perameles bougainville
- Woestijnbuideldas (Perameles eremiana)
- Tasmaanse buideldas (Perameles gunnii)
- Spitsneusbuideldas (Perameles nasuta)

### FamilieLangoorbuideldassen(Thylacomyidae)
- Grote langoorbuideldas (Macrotis lagotis)
- Kleine langoorbuideldas (Macrotis leucura)(uitgestorven in 1953)

### FamilieVarkenspootbuideldas(Chaeropodidae)
- Varkenspootbuideldas (Chaeropus ecaudatus)(uitgestorven in 1901)

## OrdeKlimbuideldieren(Diprotodontia)

### FamilieWombats(Vombatidae)
- Noordelijke breedneuswombat (Lasiorhinus krefftii)
- Zuidelijke breedneuswombat (Lasiorhinus latifrons)
- Wombat (Vombatus ursinus)

### FamilieKoala's(Phascolarctidae)
- Koala (Phascolarctos cinereus)

### FamilieDwergbuidelmuizen(Burramyidae)
- Burramys parvus
- Papoeabuidelslaapmuis (Cercartetus caudatus)
- Buideleikelmuis (Cercartetus concinnus)
- Kleinste dwergbuidelrat (Cercartetus lepidus)
- Kleine buideleikelmuis (Cercartetus nanus)

### FamilieKoeskoezen(Phalangeridae)
- Phalanger mimicus
- Gevlekte koeskoes (Spilocuscus maculatus)
- Arnhemvoskoesoe (Trichosurus arnhemensis)
- Hondkoesoe (Trichosurus caninus)
- Trichosurus cunninghami
- Queenslandvoskoesoe (Trichosurus johnstonii)
- Voskoesoe (Trichosurus vulpecula)
- Schubstaartkoesoe (Wyulda squamicaudata)

### FamilieBuideleekhoorns(Petauridae)
- Gestreepte buideleekhoorn (Dactylopsila trivirgata)
- Buideleekhoorn (Gymnobelideus leadbeateri)
- Grote suikereekhoorn (Petaurus australis)
- Suikereekhoorn (Petaurus breviceps)
- Petaurus gracilis
- Grijze suikereekhoorn (Petaurus norfolcensis)

### FamilieKleine koeskoezen(Pseudocheiridae)
- Queenslandkoeskoes (Hemibelideus lemuroides)
- Reuzenkoeskoes (Petauroides volans)
- Rotskoeskoes (Petropseudes dahli)
- Oostelijke koeskoes (Pseudocheirus peregrinus)
- Gestreepte koeskoes (Pseudochirops archeri)
- Pseudochirulus cinereus
- Pseudochirulus herbertensis

### FamilieVliegende buidelmuizen(Acrobatidae)
- Vliegende buidelmuis (Acrobates pygmaeus)

### FamilieSlurfbuidelmuis(Tarsipedidae)
- Slurfbuidelmuis (Tarsipes rostratus)

### FamilieMuskuskangoeroeratten(Hypsiprymnodontidae)
- Muskuskangoeroerat (Hypsiprymnodon moschatus)

### FamilieKangoeroeratten(Potoroidae)
- Rode kangoeroerat (Aepyprymnus rufescens)
- Tasmaanse borstelstaartkangoeroerat (Bettongia gaimardi)
- Lesueurborstelstaartkangoeroerat (Bettongia lesueur)
- Borstelstaartkangoeroerat (Bettongia penicillata)
- Bettongia tropica
- Woestijnkangoeroerat (Caloprymnus campestris)
- Gilberts potoroe (Potorous gilbertii)
- Grootpootpotoroe (Potorous longipes)
- Breedkopkangoeroerat (Potorous platyops)
- Langneuspotoroe (Potorous tridactylus)

### FamilieKangoeroes(Macropodidae)
- Bennettboomkangoeroe (Dendrolagus bennettianus)
- Lumholtzboomkangoeroe (Dendrolagus lumholtzi)
- Lagorchestes asomatus (uitgestorven in 1932)
- Brilbuidelhaas (Lagorchestes conspicillatus)
- Westelijke buidelhaas (Lagorchestes hirsutus)
- Oostelijke buidelhaas (Lagorchestes leporides)(uitgestorven in 1891)
- Gestreepte buidelhaas (Lagostrophus fasciatus)
- Westelijke grijze reuzenkangoeroe (Macropus fuliginosus)
- Grijze reuzenkangoeroe (Macropus giganteus)
- Zandwallaby (Notamacropus agilis)
- Aalstreepwallaby (Notamacropus dorsalis)
- Tammarwallaby (Notamacropus eugenii)
- Oostelijke Irmawallaby (Notamacropus greyi)(uitgestorven in 1939)
- Irmawallaby (Notamacropus irma)
- Parmawallaby (Notamacropus parma)
- Witwangwallaby (Notamacropus parryi)
- Bennettwallaby (Notamacropus rufogriseus)
- Antilopekangoeroe (Osphranter antilopinus)
- Zwarte wallaroe (Osphranter bernardus)
- Bergkangoeroe (Osphranter robustus)
- Rode reuzenkangoeroe (Osphranter rufus)
- Teugelstekelstaartkangoeroe (Onychogalea fraenata)
- Zuidelijke stekelstaartkangoeroe (Onychogalea lunata)(uitgestorven in 1944)
- Noordelijke stekelstaartkangoeroe (Onychogalea unguifera)
- Petrogale assimilis
- Kortoorrotskangoeroe (Petrogale brachyotis)
- Petrogale burbidgei
- Petrogale coenensis
- Dwergrotskangoeroe (Petrogale concinna)
- Petrogale godmani
- Petrogale herberti
- Queenslandrotskangoeroe (Petrogale inornata)
- Petrogale lateralis
- Petrogale mareeba
- Rotskangoeroe (Petrogale penicillata)
- Petrogale persephone
- Petrogale purpureicollis
- Petrogale rothschildi
- Petrogale sharmani
- Geelvoetkangoeroe (Petrogale xanthopus)
- Quokka (Setonix brachyurus)
- Roodbuikpademelon (Thylogale billardierii)
- Roodpootpademelon (Thylogale stigmatica)
- Roodhalspademelon (Thylogale thetis)
- Moeraswallaby (Wallabia bicolor)

## OrdeZeekoeien(Sirenia)

### FamilieDoejongs(Dugongidae)
- Doejong (Dugong dugon)

## OrdeVleermuizen(Chiroptera)

### FamilieGrote vleermuizen(Pteropodidae)
- Dobsonia magna
- Kleine langtongvleerhond (Macroglossus minimus)
- Groothoofdbuisneusvleerhond (Nyctimene cephalotes)
- Robinsonbuisneusvleerhond (Nyctimene robinsoni)
- Pteropus alecto[2]
- Pteropus brunneus
- Pteropus conspicillatus
- Grijskopvleerhond (Pteropus poliocephalus)
- Pteropus scapulatus
- Syconycteris australis

### FamilieReuzenoorvleermuizen(Megadermatidae)
- Australische spookvleermuis (Macroderma gigas)

### FamilieHoefijzerneusvleermuizen(Rhinolophidae)
- Rhinolophus megaphyllus
- Rhinolophus philippinensis

### FamilieBladneusvleermuizen van de Oude Wereld(Hipposideridae)
- Hipposideros ater
- Hipposideros cervinus
- Hipposideros diadema
- Hipposideros inornatus
- Hipposideros semoni
- Hipposideros stenotis
- Rhinonicteris aurantia

### FamilieSchedestaartvleermuizen(Emballonuridae)
- Saccolaimus flaviventris
- Saccolaimus mixtus
- Saccolaimus saccolaimus
- Taphozous australis
- Taphozous georgianus
- Taphozous hilli
- Taphozous kapalgensis
- Spitsneusgrafvleermuis (Taphozous troughtoni)

### FamilieBulvleermuizen(Molossidae)
- Chaerephon jobensis
- Mormopterus cobourgianus
- Mormopterus eleryi
- Mormopterus halli
- Mormopterus kitcheneri
- Mormopterus loriae
- Mormopterus lumsdenae
- Mormopterus norfolkensis
- Mormopterus petersi
- Mormopterus planiceps
- Tadarida australis

### FamilieGladneusvleermuizen(Vespertilionidae)
- Chalinolobus dwyeri
- Chalinolobus gouldii
- Chalinolobus morio
- Chalinolobus nigrogriseus
- Chalinolobus picatus
- Falsistrellus mackenziei
- Falsistrellus tasmaniensis
- Miniopterus australis
- Langvleugelvleermuis (Miniopterus schreibersii)
- Murina florium
- Myotis adversus
- Myotis australis
- Myotis macropus
- Myotis moluccarum
- Nyctophilus arnhemensis
- Nyctophilus bifax
- Nyctophilus geoffroyi
- Nyctophilus gouldi
- Nyctophilus howensis
- Nyctophilus timoriensis
- Nyctophilus walkeri
- Phoniscus papuensis
- Pipistrellus adamsi
- Pipistrellus westralis
- Scoteanax rueppellii
- Scotorepens balstoni
- Scotorepens greyii
- Scotorepens orion
- Scotorepens sanborni
- Vespadelus baverstocki
- Vespadelus caurinus
- Vespadelus darlingtoni
- Vespadelus douglasorum
- Vespadelus finlaysoni
- Vespadelus pumilus
- Vespadelus regulus
- Vespadelus troughtoni
- Vespadelus vulturnus

## OrdeRoofdieren(Carnivora)

### FamilieKatachtigen(Felidae)
- Huiskat (Felis catus) (geïntroduceerd)

### FamilieHondachtigen(Canidae)
- Wolf (Canis lupus) (geïntroduceerd; de lokale populaties worden als een aparte ondersoort gezien, de dingo [C. l. dingo])
- Vos (Vulpes vulpes) (geïntroduceerd)

### FamilieOorrobben(Otariidae)
- Australische zeebeer (Arctocephalus forsteri)
- Kerguelenzeebeer (Arctocephalus gazella)
- Zuid-Afrikaanse zeebeer (Arctocephalus pusillus)
- Subantarctische zeebeer (Arctocephalus tropicalis)
- Australische zeeleeuw (Neophoca cinerea)

### FamilieZeehonden(Phocidae)
- Zeeluipaard (Hydrurga leptonyx)
- Weddellzeehond (Leptonychotes weddelli)
- Krabbeneter (Lobodon carcinophagus)
- Zuidelijke zeeolifant (Mirounga leonina)
- Rosszeehond (Ommatophoca rossi)

## OrdeOnevenhoevigen(Perissodactyla)

### FamiliePaardachtigen(Equidae)
- Ezel (Equus asinus) (geïntroduceerd)
- Paard (Equus caballus) (geïntroduceerd)

## OrdeEvenhoevigen(Artiodactyla)

### FamilieVarkens(Suidae)
- Wild zwijn (Sus scrofa) (geïntroduceerd)

### FamilieKamelen(Camelidae)
- Dromedaris (Camelus dromedarius) (geïntroduceerd)

### FamilieHolhoornigen(Bovidae)
- Banteng (Bos javanicus) (geïntroduceerd)
- Waterbuffel (Bubalus bubalis) (geïntroduceerd)
- Bezoargeit (Capra hircus) (geïntroduceerd)

### FamilieHerten(Cervidae)
- Axishert (Axis axis) (geïntroduceerd)
- Edelhert (Cervus elaphus)[3] (geïntroduceerd)
- Zwijnshert (Cervus porcinus) (geïntroduceerd)
- Javaans hert (Cervus timorensis) (geïntroduceerd)
- Sambar (Cervus unicolor) (geïntroduceerd)
- Damhert (Dama dama) (geïntroduceerd)

## OrdeWalvissen(Cetacea)

### FamilieEchte walvissen(Balaenidae)
- Zuidkaper (Eubalaena australis)

### FamilieVinvissen(Balaenopteridae)
- Dwergvinvis (Balaenoptera acutorostrata)
- Antarctische dwergvinvis (Balaenoptera bonaerensis)
- Noordse vinvis (Balaenoptera borealis)
- Edens vinvis (Balaenoptera edeni)
- Blauwe vinvis (Balaenoptera musculus)
- Gewone vinvis (Balaenoptera physalus)
- Bultrug (Megaptera novaeangliae)

### FamilieDwergwalvis(Neobalaenidae)
- Dwergwalvis (Caperea marginata)

### FamiliePotvissen(Physeteridae)
- Dwergpotvis (Kogia breviceps)
- Kleinste potvis (Kogia sima)
- Potvis (Physeter catodon)

### FamilieBruinvissen(Phocoenidae)
- Brilbruinvis (Phocoena dioptrica)

### FamilieSpitssnuitdolfijnen(Ziphiidae)
- Zuidelijke zwarte dolfijn (Berardius arnuxii)
- Zuidelijke butskop (Hyperoodon planifrons)
- Longmanspitssnuitdolfijn (Indopacetus pacificus)
- Bowdoinspitssnuitdolfijn (Mesoplodon bowdoini)
- Spitssnuitdolfijn van Blainville (Mesoplodon densirostris)
- Japanse spitssnuitdolfijn (Mesoplodon ginkgodens)
- Spitssnuitdolfijn van Gray (Mesoplodon grayi)
- Hectorspitssnuitdolfijn (Mesoplodon hectori)
- Layardspitssnuitdolfijn (Mesoplodon layardii)
- Truespitssnuitdolfijn (Mesoplodon mirus)
- Spitssnuitdolfijn van Tasmanië (Tasmacetus shepherdi)
- Dolfijn van Cuvier (Ziphius cavirostris)

### FamilieDolfijnen(Delphinidae)
- Gewone dolfijn (Delphinus delphis)
- Dwerggriend (Feresa attenuata)
- Indische griend (Globicephala macrorhynchus)
- Griend (Globicephala melas)
- Gramper (Grampus griseus)
- Sarawakdolfijn (Lagenodelphis hosei)
- Donkergestreepte dolfijn (Lagenorhynchus obscurus)
- Zuidelijke gladde dolfijn (Lissodelphis peronii)
- Orcaella heinsohni[4]
- Orka (Orcinus orca)
- Veeltandgriend (Peponocephala electra)
- Zwarte zwaardwalvis (Pseudorca crassidens)
- Chinese witte dolfijn (Sousa chinensis)
- Slanke dolfijn (Stenella attenuata)
- Gestreepte dolfijn (Stenella coeruleoalba)
- Langsnuitdolfijn (Stenella longirostris)
- Snaveldolfijn (Steno bredanensis)
- Langbektuimelaar (Tursiops aduncus)
- Tuimelaar (Tursiops truncatus)

## OrdeHaasachtigen(Lagomorpha)

### FamilieHazen(Leporidae)
- Haas (Lepus europaeus) (geïntroduceerd)
- Konijn (Oryctolagus cuniculus) (geïntroduceerd)

## OrdeKnaagdieren(Rodentia)

### FamilieEekhoorns(Sciuridae)
- Vijfstrepige palmeekhoorn (Funambulus pennantii) (geïntroduceerd)

### FamilieMuridae
- Witvoetboomrat (Conilurus albipes)(uitgestorven in 1862)
- Conilurus penicillatus
- Australische beverrat (Hydromys chrysogaster)
- Leggadina forresti
- Leggadina lakedownensis
- Leporillus apicalis(uitgestorven in 1933)
- Langoorhaasrat (Leporillus conditor)
- Mastacomys fuscus
- Melomys burtoni
- Melomys capensis
- Melomys cervinipes
- Bramble Cay-mozaïekstaartrat (Melomys rubicola)
- Mesembriomys gouldii
- Mesembriomys macrurus
- Huismuis (Mus musculus) (geïntroduceerd)
- Australische springmuis (Notomys alexis)
- Notomys amplus
- Notomys aquilo
- Bruine Australische springmuis (Notomys cervinus)
- Notomys fuscus
- Notomys longicaudatus
- Notomys macrotis
- Notomys mitchellii
- Notomys mordax
- Pogonomys sp.
- Pseudomys albocinereus
- Pseudomys apodemoides
- Pseudomys australis
- Pseudomys bolami
- Pseudomys calabyi
- Pseudomys chapmani
- Pseudomys delicatulus
- Pseudomys desertor
- Alice Springs-muis (Pseudomys fieldi)
- Pseudomys fumeus
- Blauwgrijze muis (Pseudomys glaucus)
- Pseudomys gouldii
- Pseudomys gracilicaudatus
- Hermannsburgdwergmuis (Pseudomys hermannsburgensis)
- Pseudomys higginsi
- Pseudomys johnsoni
- Pseudomys laborifex
- Pseudomys nanus
- Pseudomys novaehollandiae
- Pseudomys occidentalis
- Pseudomys oralis
- Pseudomys patrius
- Pseudomys pilligaensis
- Pseudomys shortridgei
- Rattus colletti
- Polynesische rat (Rattus exulans) (geïntroduceerd)
- Rattus fuscipes
- Rattus leucopus
- Rattus lutreolus
- Bruine rat (Rattus norvegicus) (geïntroduceerd)
- Zwarte rat (Rattus rattus) (geïntroduceerd)
- Rattus sordidus
- Rattus tunneyi
- Rattus villosissimus
- Mozaïekstaartrat (Uromys caudimaculatus)
- Uromys hadrourus
- Onechte waterrat (Xeromys myoides)
- Zyzomys argurus
- Zyzomys maini
- Carpentarische rotsrat (Zyzomys palatilis)
- Australische rotsrat (Zyzomys pedunculatus)
- Zyzomys woodwardi

## Verwijderde en onzekere soorten
Twee soorten zijn recent van de lijst van Australische zoogdieren verwijderd. De eerste is de vleermuis Pteropus macrotis. Die zou voorkomen op de eilanden in de Straat Torres, maar dat bleek op verkeerd geïdentificeerde exemplaren van Pteropus scapulatus gebaseerd te zijn. De tweede, de Irrawaddydolfijn (Orcaella brevirostris) is van de lijst verwijderd omdat de lokale populaties een aparte soort, Orcaella heinsohni, bleken te vertegenwoordigen. De vleermuis Myotis ater komt mogelijk ook in Australië voor.